# اوارتس امبروز گراهام
اِوارتس اَمبروز گراهام (انگلیسی: Evarts Ambrose Graham؛ ‏ ۱۹ مارس ۱۸۸۳ – ۴ مارس ۱۹۵۷) جراح، پژوهشگر و استاد دانشگاه اهل ایالات متحده آمریکا بود.
وی لیسانس خود را در سال ۱۹۰۴ از دانشگاه پرینستون و دکترای پزشکی خود را از «دانشکده پزشکی راش» در سال ۱۹۰۷ دریافت داشت. وی دوران رزیدنتی جراحی را در «بیمارستان پرسبیتریان شیکاگو» گذارند و به عنوان دانشجوی شیمی از دانشگاه شیکاگو فارغ‌التحصیل شد. در همین مرکز آموزشی بود که، با همسرش هلن تِـرِدوِی که بیوشیمیست و داروساز بود، آشنا شد.
گراهام از سال ۱۹۱۷ تا ۱۹۱۹ با درجهٔ سرگردی در «سپاه پزشکی ارتش آمریکا» خدمت کرد و مدتی را در فورت لی، ویرجینیا کنونی گذراند. وی پایه‌گذار یک روش جراحی درمانیِ انقلابی برای درمان آمپیم بود که به‌دنبال پاندمی آنفلوانزا در سال ۱۹۱۸ شیوع یافته بود. وی در فرانسه، فرماندهٔ «بیمارستان صحرایی ۳۴ ارتش آمریکا» بود.
پس از پایان خدمت در ارتش، گراهام به استخدام دانشگاه واشینگتن در سنت لوئیس درآمد و استاد رشتهٔ جراحی شد. وی که متخصص جراحی قلب و سینه بود، بابت همکاری‌اش با «جیکوب جی. سینگر»، «کنث بل» و «ویلیام آدامز» در انجام نخستین جراحی موفقیت‌آمیز برداشت ریه جهت درمان سرطان ریه در سال ۱۹۳۳ شهرت دارد. بیمار یادشده، خودش یک متخصص زنان-زایمان ساکن پیتسبرگ به نام «جیمز لی گیلمور» بود. در سال ۱۹۲۴ میلادی، گراهام به همراه همکارش وارن هنری کل روشی را برای کوله‌سیستوگرافی ایجاد کردند که قادر به تشخیص سنگ کیسه صفرا بود. گراهام یکی از پایه‌گذاران اصلی «بورد جراحی آمریکا» در سال ۱۹۳۷ و یکی از ویراستاران و مؤلفان فعال آن بود. گراهام سرویراستار «کتاب سال جراحی»، «ژورنال جراحی قفسهٔ سینه» و «سالنامهٔ جراحی» بود.
او از سال ۱۹۱۹ تا ۱۹۵۱، رئیس دپارتمان جراحی «دانشکده پزشکی دانشگاه واشینگتن»، و همچنین سرپرست جراحان «بیمارستان بارنز» بود که امروزه با نام بیمارستان بارنز-جوییش شناخته می‌شود. گراهام و ارنست وایندر نخستین پژوهش روش‌مند و سازمان‌یافته را در مقیاسی وسیع دربارهٔ اثرات مواد سرطان‌زا سیگار انجام دادند که نتایج آن در سال ۱۹۵۰ در ژورنال پزشکی جاما منتشر شد.
گراهام خودش یک سیگاری قهار بود تا آنکه نتیجهٔ پژوهش خودش دربارهٔ رابطهٔ سیگار و سرطان ریه منتشر شد و از قضای روزگار، خودش بر اثر این سرطان در سال ۱۹۵۷ درگذشت. بیماری که گراهام او را برای درمان سرطان ریه جراحی کرده بود، یعنی جیمز لی گیلمور، ۶ سال بیش از گراهام زنده ماند و در سال ۱۹۶۳ در سن ۷۸ سالگی درگذشت.
وی در سال ۱۹۴۱ به عضویت آکادمی ملی علوم آمریکا درآمد و در سال ۱۹۴۲ بابت مشارکت‌هایش در علم جراحی، برندهٔ مدال لیسر شد. او همچنین برندهٔ نشان زرین جامعه رادیولوژی آمریکای شمالی، جایزهٔ پژوهشی لئونارد از سوی جامعهٔ آمریکایی اشعهٔ رونتگن، نشان زرین جامعهٔ پزشکی سنت لوئیس، نشان زرین جامعهٔ پزشکی جنوب آمریکا و ریاست «کنگرهٔ بین‌المللی جراحان» در سال ۱۹۵۴–۱۹۵۳ شد. او دارای مدرک دکترای افتخاری از دانشگاه سینسینتی، دانشگاه پرینستون، دانشگاه کیس وسترن رزرو، دانشگاه پنسیلوانیا و دانشگاه شیکاگو بود.